# Dżubb al-Hammam Dżattala
Dżubb al-Hammam Dżattala (arab. جب الحمام جتالة) – wieś w Syrii, w muhafazie Aleppo, w dystrykcie Manbidż. W 2004 roku liczyła 145 mieszkańców.